# Termes (Aude)
Termes is een gemeente in het Franse departement Aude (regio Occitanie) en telt 50 inwoners (2009). De plaats maakt deel uit van het arrondissement Carcassonne. In de middeleeuwen maakte Termes deel uit van het graafschap Toulouse; de katharenburcht van Termes heeft een bewogen geschiedenis.

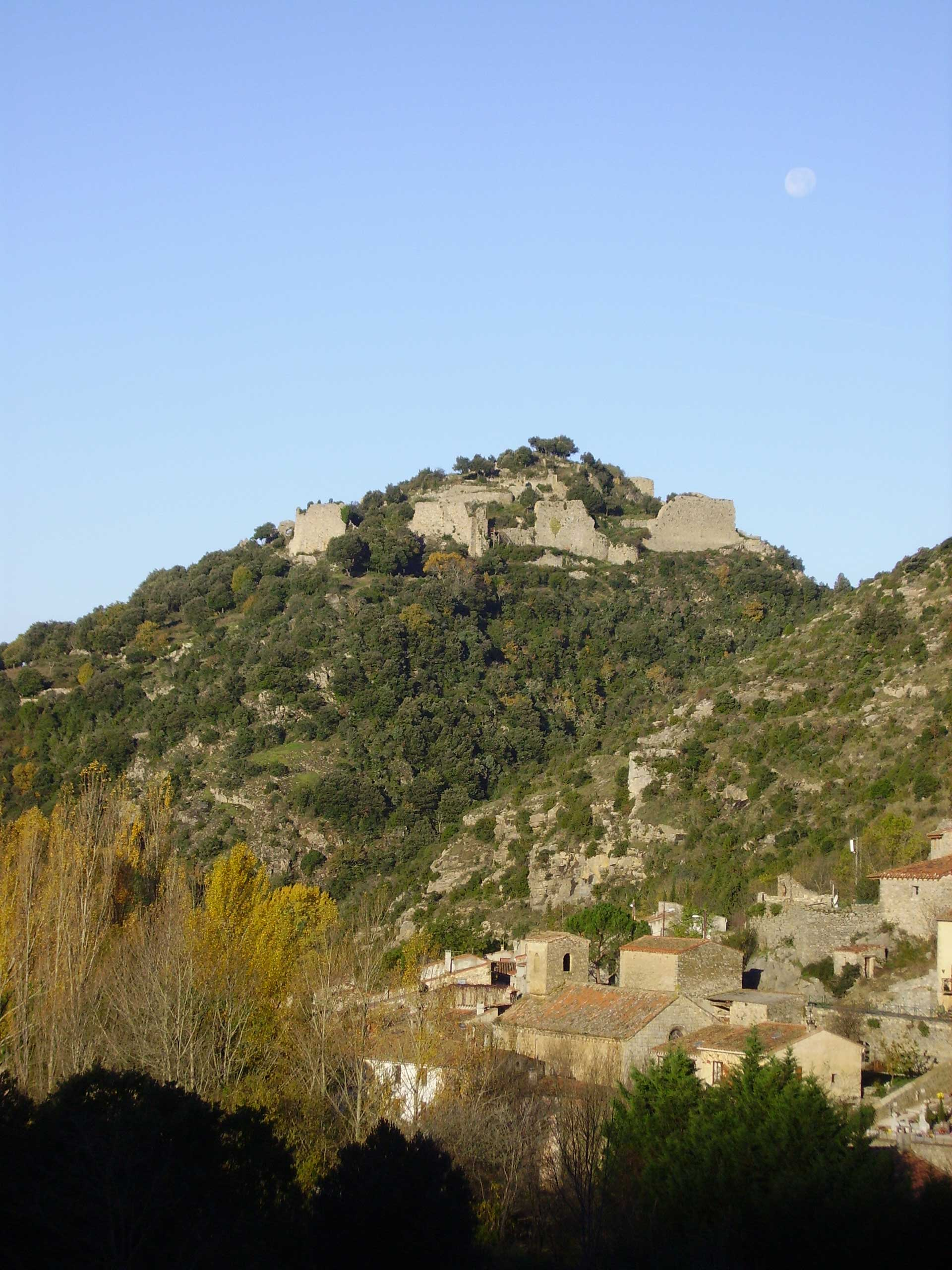
Het dorp van Termes, onder de resten van het kasteel

## Geografie
De oppervlakte van Termes bedraagt 21,5 km², de bevolkingsdichtheid is dus 2,3 inwoners per km².

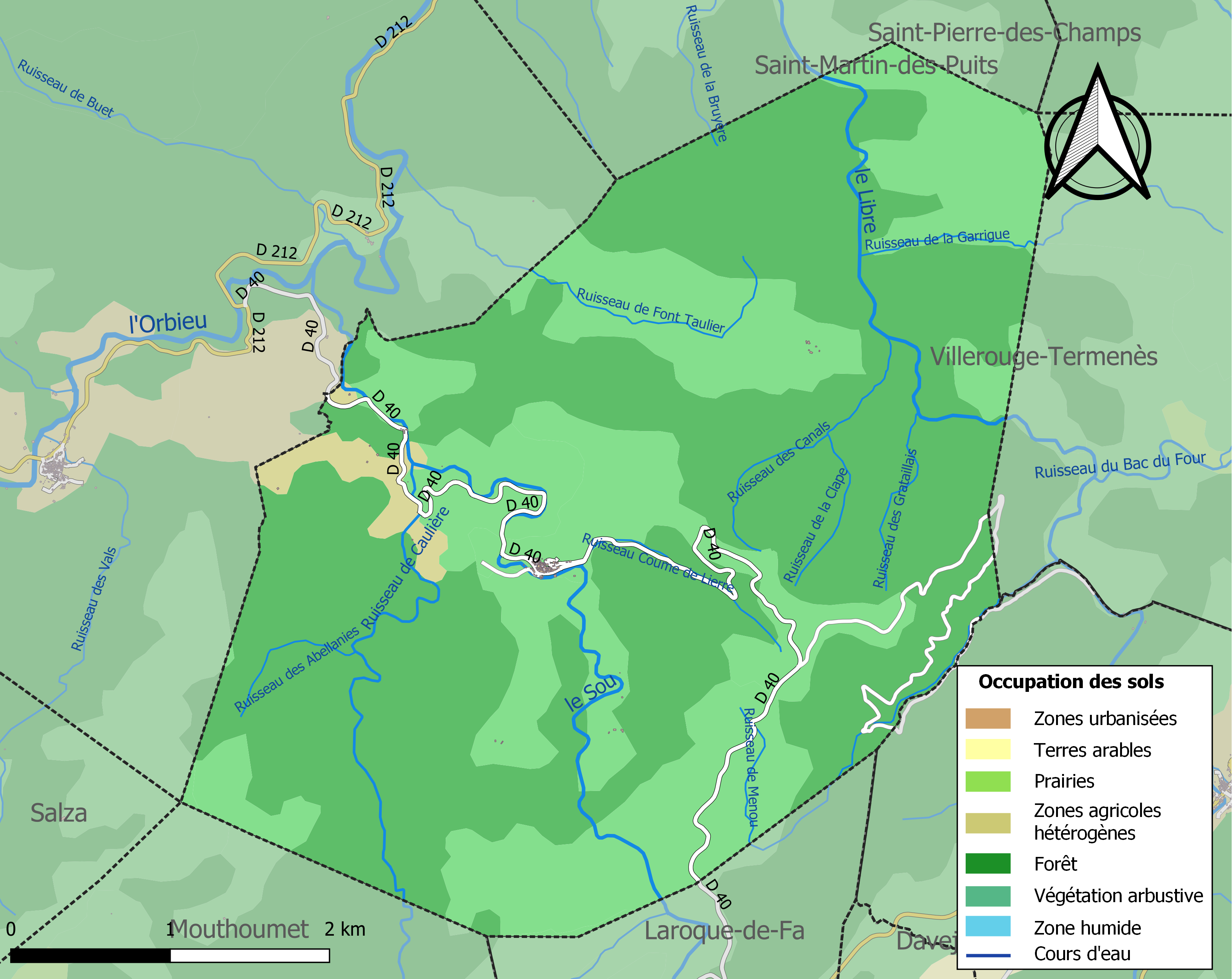
Kaart van de gemeente met de belangrijkste infrastructuur, bodemgebruik en omliggende gemeenten

## Demografie
Onderstaande figuur toont het verloop van het inwonertal (bron: INSEE-tellingen).

Vanwege een beveiligingsprobleem met de MediaWiki Graph-software is het momenteel niet mogelijk deze grafiek weer te geven. Zodra de software is bijgewerkt zal de grafiek vanzelf weer zichtbaar worden.